# Kozí (Běšiny)
Kozí je vesnice, část obce Běšiny v okrese Klatovy v Plzeňském kraji. Nachází se asi 1,5 kilometru severozápadně od Běšin. Prochází zde silnice II/171. Kozí je také název katastrálního území o rozloze 2,54 km². V katastrálním území Kozí leží i Běšiny.

## Historie
První písemná zmínka o vesnici pochází z roku 1379.

## Obyvatelstvo
| Rok            | 1869 | 1880 | 1890 | 1900 | 1910 | 1921 | 1930 | 1950 | 1961 | 1970 | 1980 | 1991 | 2001 | 2011 | 2021 |
| -------------- | ---- | ---- | ---- | ---- | ---- | ---- | ---- | ---- | ---- | ---- | ---- | ---- | ---- | ---- | ---- |
| Počet obyvatel | 225  | 190  | 221  | 225  | 242  | 230  | 215  | 163  | 165  | 165  | 148  | 124  | 108  | 110  | 130  |
| Počet domů     | 28   | 25   | 31   | 33   | 35   | 34   | 35   | 38   | 41   | 39   | 37   | 42   | 43   | 44   | 52   |

## Obecní správa
Při sčítání lidu v letech 1850–1909 Kozí bylo osadou obce Lukavice v okrese Klatovy. V letech 1910–1975 bylo samostatnou obcí v okrese Klatovy. Od 1. července 1975 je částí obce Běšiny v okrese Klatovy.

## Pamětihodnosti
- Kaple svatého Václava

## Galerie

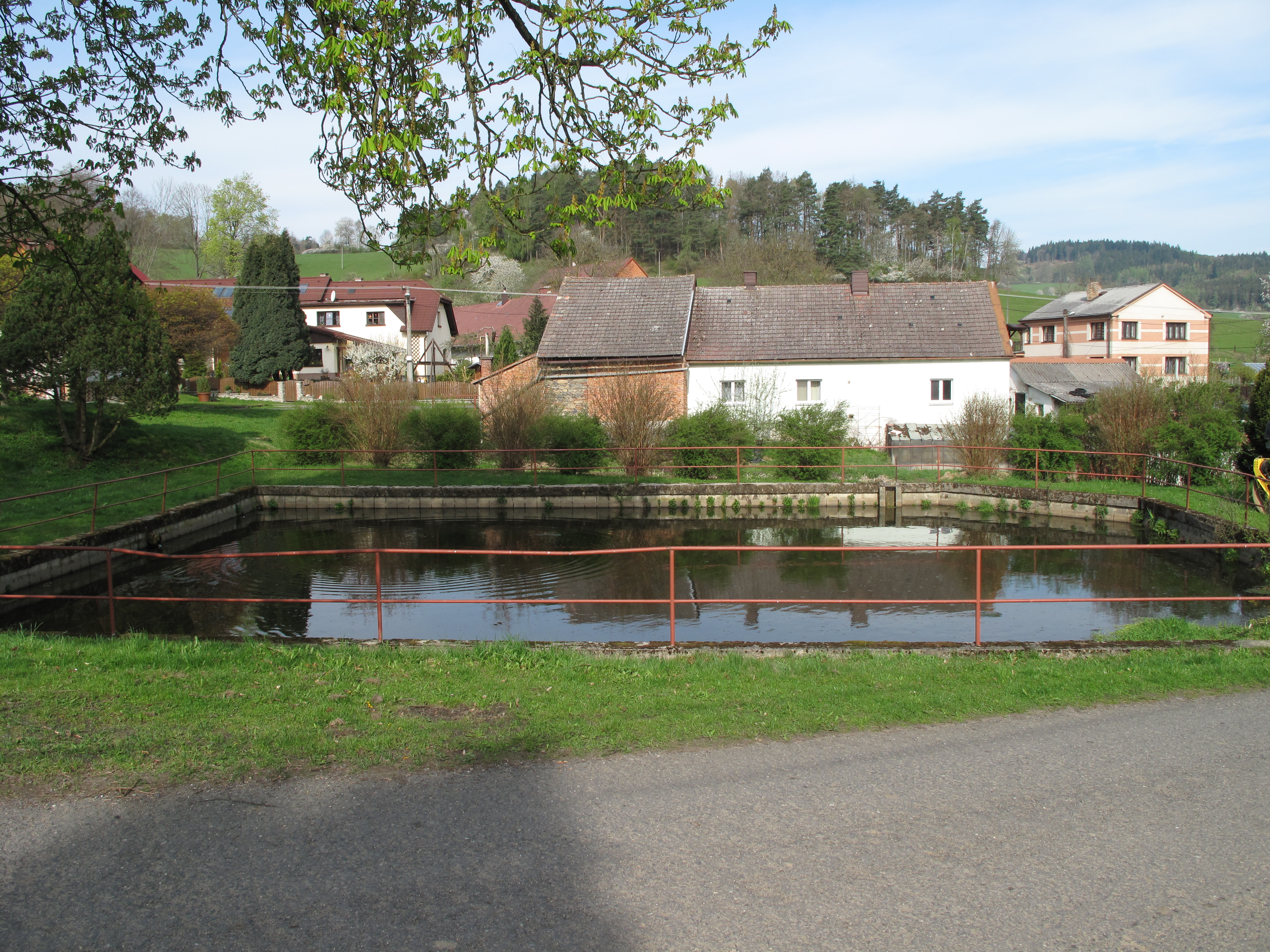
Vodní nádrž
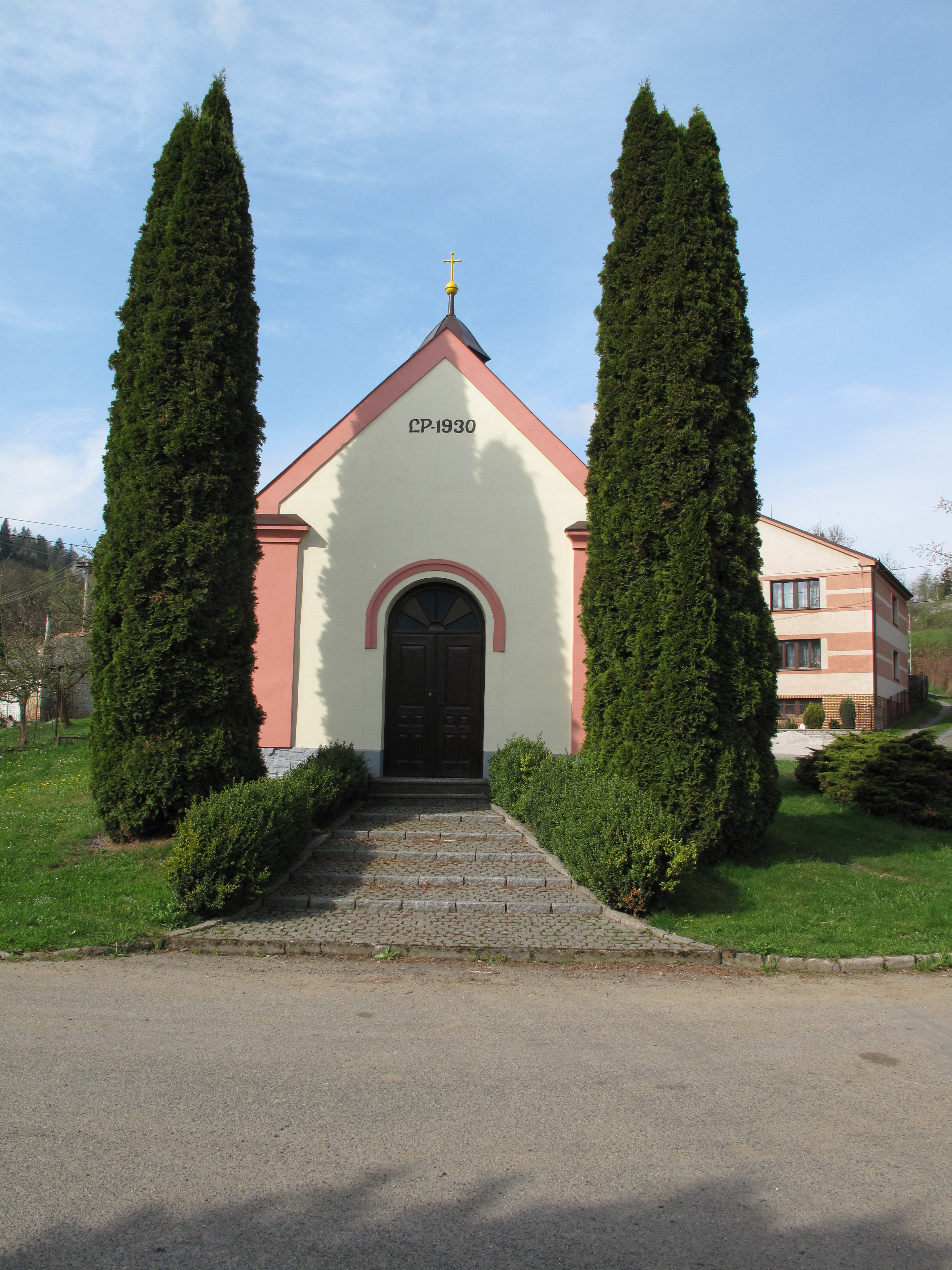
Kaple svatého Václava
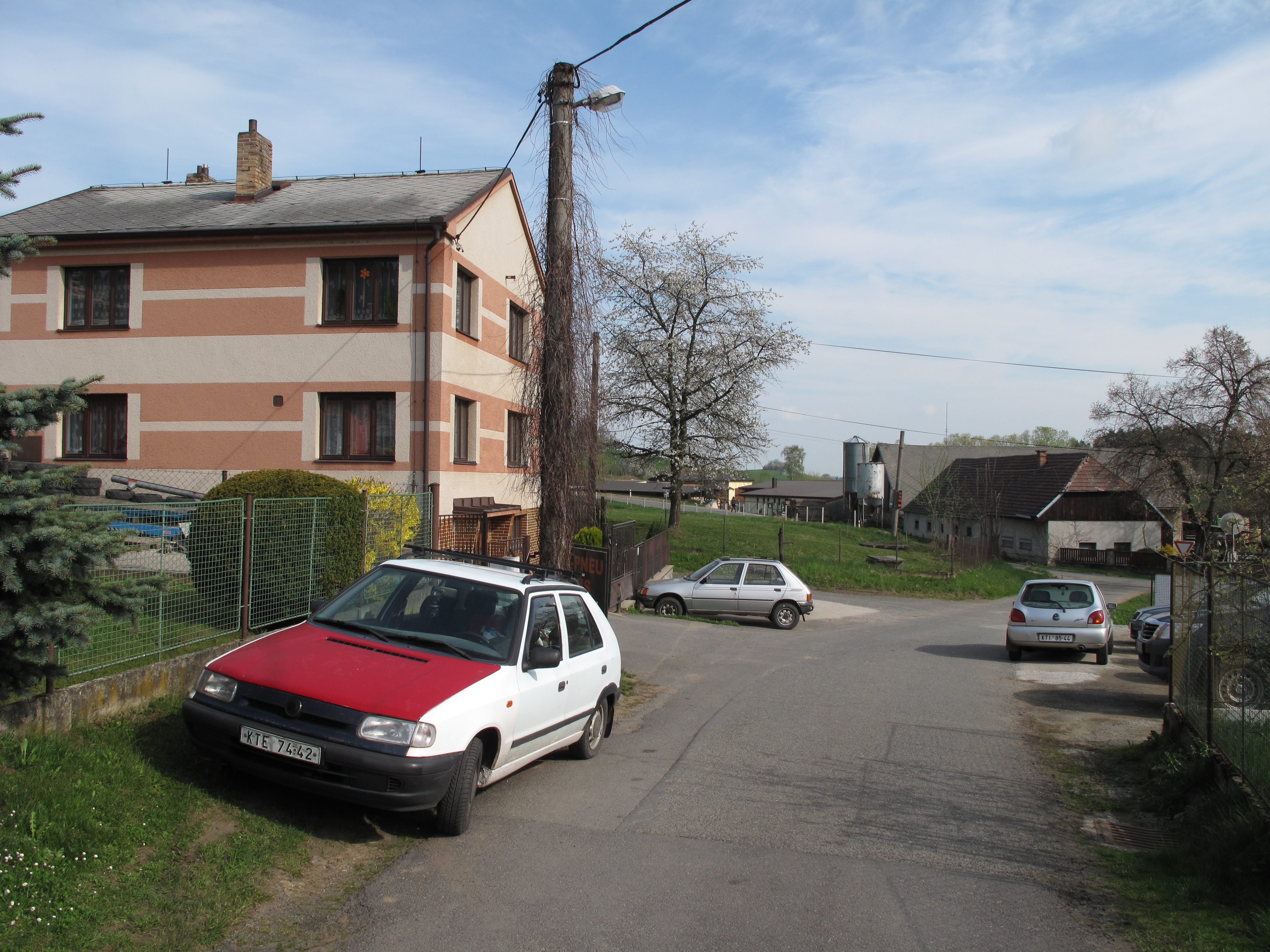
Jeden z domů